# Стёпановский сельский округ
Стёпановский сельский округ — упразднённая административно-территориальная единица, существовавшая на территории Ногинского района Московской области в 1994—2006 годах.
Степановский сельсовет был образован в первые годы советской власти. По данным 1919 года он входил в состав Игнатьевской волости Богородского уезда Московской губернии.
26 сентября 1921 года Игнатьевская волость была преобразована в Павлово-Посадскую волость.
В 1924 году к Степановскому с/с были присоединены Всеволодовский и Иванисовский с/с, но позднее они были выделены обратно.
В 1926 году Степановский с/с включал — деревню Степаново и станцию Фрязево.
В 1929 году Степановский сельсовет вошёл в состав Богородского района Московского округа Московской области. При этом к нему были присоединены Всеволодовский и Иванисовский с/с, а также Бабеевский с/с бывшей Пригородной волости.
5 ноября 1929 года Богородский район был переименован в Ногинский.
14 июня 1954 года к Степановскому с/с был присоединён Есинский с/с.
22 июня 1954 года из Степановского с/с в Афанасово-Шибановский сельсовет было передано селение Иванисово.
8 августа 1957 года из Афанасово-Шибановского с/с в Степановский были переданы селения Афанасово, Иванисово, Пушкино и Шибаново.
5 ноября 1959 года в Степановский с/с были переданы посёлок совхоза «Фрязево» из Рахмановского с/с и селение Высоково из упразднённого Загорновского с/с.
1 февраля 1963 года Ногинский район был упразднён и Степановский с/с вошёл в Орехово-Зуевский сельский район. 11 января 1965 года Степановский с/с был возвращён в восстановленный Ногинский район.
3 февраля 1994 года Степановский с/с был преобразован в Стёпановский сельский округ.
28 октября 1998 года в Стёпановском с/о посёлок центральной усадьбы совхоза «Фрязево» был переименован в посёлок Елизаветино. Одновременно в Степановском с/о был упразднён посёлок Алёшинский.
4 апреля 2002 года в Стёпановском с/о были упразднены деревни Афанасово и Высоково.
В ходе муниципальной реформы 2004—2005 годов Стёпановский сельский округ прекратил своё существование как муниципальная единица. При этом все его населённые пункты были переданы в сельское поселение Стёпановское.
29 ноября 2006 года Степановский сельский округ исключён из учётных данных административно-территориальных и территориальных единиц Московской области.